# 劉子輿
劉子輿（りゅう しよ、? - 泰始2年10月1日（466年10月25日））は、南朝宋の皇族。廬陵王。孝武帝劉駿の二十一男。字は孝文。

## 経歴
劉駿と楊婕妤のあいだの子として生まれた。はじめ晋熙王に封じられた。
泰始元年（465年）12月、劉紹の後を嗣ぎ、廬陵王に封じられた。輔国将軍・南高平臨淮二郡太守に任じられたが、受けなかった。
泰始2年10月乙卯（466年10月25日）、明帝に殺害された。
子はなく、桂陽王劉休範の次男の劉徳嗣が後を嗣いだ。

## 伝記資料
- 『宋書』巻61 列伝第21
- 『南史』巻14 列伝第4